# Hennessey Performance Venom GT

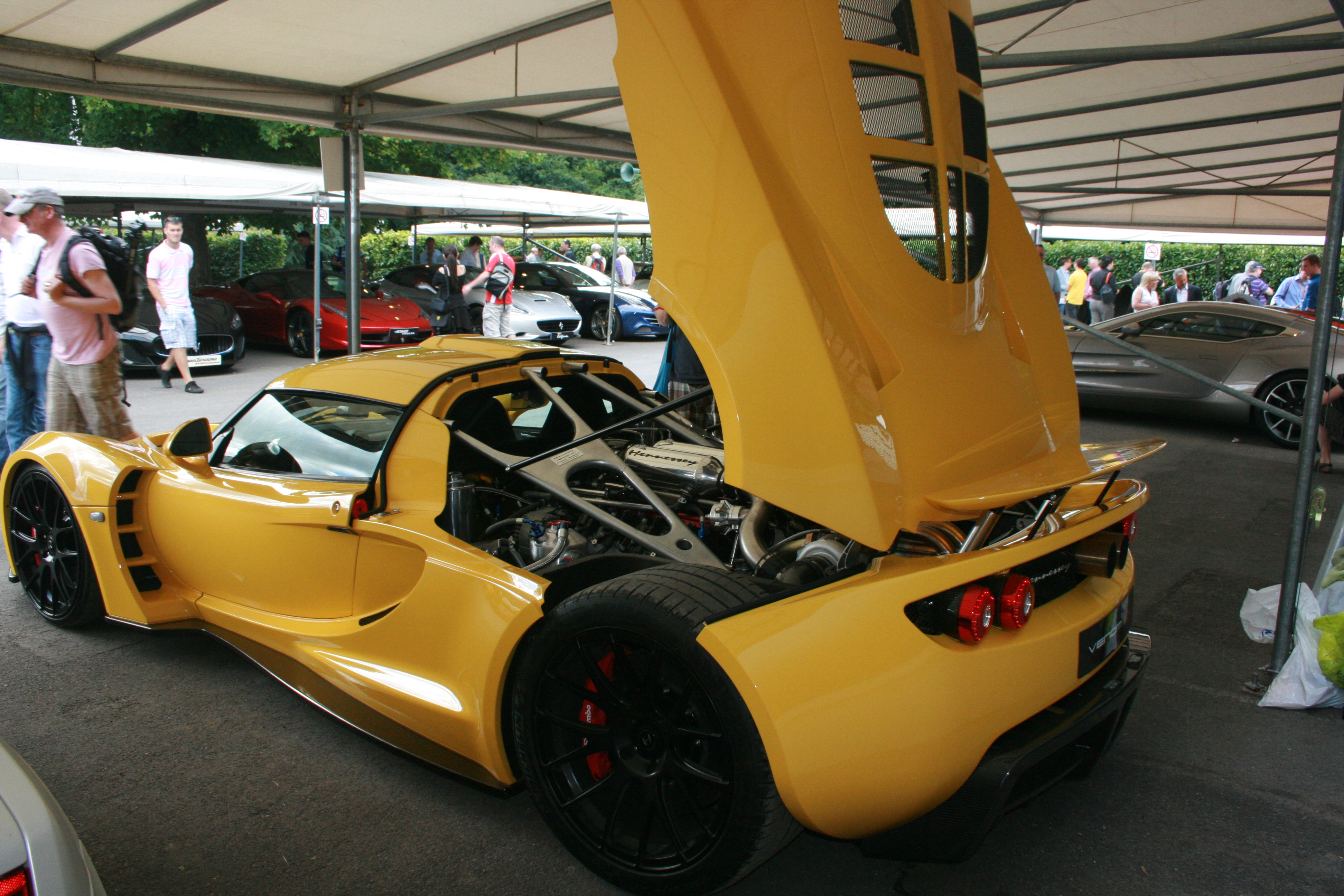
Heckansicht mit Motorraum

Der Hennessey Venom GT ist ein Supersportwagen des US-amerikanischen Kleinserien-Automobilherstellers Hennessey Performance auf der Basis eines Lotus Elise/Exige. Der Venom GT wurde in Sealy, Texas entwickelt und produziert. Einige Chassis-Komponenten wurden in Hethel, England hergestellt.

## Antrieb und Technik
Der Motor des Venom GT ist ein modifizierter LS7-V8 von General Motors mit zwei Turboladern. Er leistet maximal 928 kW (1261 PS) und kann ein Drehmoment von 1566 Nm abgeben. Das Fahrzeug hat ein Ricardo-6-Gang-Getriebe. Die Reifen sind Michelin Pilot Sport 2. Der Venom GT hat ein stark verändertes Elise/Exige-Chassis von Lotus. Der Hersteller gibt an, dass er Komponenten des Lotus Exige verwendet, darunter Dach, Türen, Seitenscheibe, Windschutzscheibe, Cockpit, Bodenplatte, Heizung, Lüftung, Klimaanlage, Scheibenwischer und Scheinwerfer, obwohl der Hersteller nicht mit Lotus Cars verbunden ist. Für den Straßenverkehr ist das Auto als Lotus Exige (modifiziert) registriert und kein Serienauto.
Der Venom GT mit Karosserie und Rädern aus kohlenstofffaserverstärktem Kunstharz wiegt leer 1.244 kg. Die Bremsen haben Brembo-6-Kolben-Bremssättel vorne und 6-Kolben-Bremssättel hinten. Die Bremsscheiben mit 380 mm (15 Zoll) Durchmesser sind aus kohlenstofffaserverstärkter Siliciumcarbidkeramik, sie werden von Surface Transforms geliefert.

## Roadster
Der Venom GT Spyder ist eine offene Version des Venom GT. Nachdem Aerosmith-Sänger Steven Tyler beschlossen hatte, einen Venom GT zu bestellen, wandte er sich Mitte Ende 2011 an Hennessey und fragte, ob eine offene Version gebaut werden könne. Dies erforderte strukturelle Verstärkungen, die das Leergewicht um 14 kg erhöhten. Tylers war das erste von fünf Autos, die für das Modelljahr 2013 geplant waren. Es wurde am 20. Januar 2017 versteigert und von Barrett-Jackson in Scottsdale, Arizona, für 800.000 US-Dollar verkauft.
Der Spyder im Modelljahr 2016 leistete 1082 kW (1472 PS).
Die Produktion des Spyder war auf fünf Einheiten begrenzt, wobei ein zusätzlicher Spyder als "Final Edition" -Modell produziert wurde, wodurch sich die Gesamtzahl auf 6 Einheiten erhöhte.

## Rekorde
Am 21. Januar 2013 erzielte der Venom GT einen Guinness World Record für das schnellste Straßenfahrzeug der Welt. Der Venom GT erreichte aus dem Stand eine Geschwindigkeit von 300 km/h in 13,63 Sekunden. Mit einer gemessenen Höchstgeschwindigkeit von 435,31 km/h übertrifft er den offiziellen Weltrekord des Bugatti Veyron.